# Нарим језик
Нарим језик је језик из породице нило-сахарских језика, источносуданска грана. Њиме се служи око 3.620 становика у вилајету Источна Екваторија на побрђу Бома у Илемијском троуглу у Јужном Судану.